# Man vs. Wild
Man vs. Wild (EUA), também chamada Born Survivor: Bear Grylls (RUN), À Prova de Tudo (BRA) e Sobrevivência (PT) é uma série de televisão britânica produzida pelo Discovery Channel e distribuída no Brasil, Estados Unidos da América, Canadá, Índia e Austrália.
Apresentado por Bear Grylls, retrata viagens pelos destinos selvagens mais populares do planeta, lugares onde os turistas poderiam se perder ou correr perigo. Ao chegar em cada local, Bear busca o caminho de volta à civilização, mostrando ao longo de sua aventura importantes técnicas de sobrevivência. Com ele, os tele-espectadores aprenderão a escapar das areias movediças do deserto de Moab, a navegar nas correntes perigosas da Costa Rica e a construir um refúgio para se proteger da neve nos Alpes.
Bear também foi soldado do Serviço Aéreo Especial Britânico. Entre suas aventuras, destacam-se a ascensão ao cume do Monte Everest, a travessia do Atlântico Norte em um pequeno barco inflável e a volta ao redor das Ilhas Britânicas em um jetski.
No Brasil Bear Grylls é dublado por Wendell Bezerra (Famoso por dublar Goku na série Dragon Ball e Bob Esponja em Bob Esponja Calça Quadrada) dos estúdios Alamo.
Grylls viaja com uma equipe composta por dois cinegrafistas, que têm instruções rígidas para não ajudá-lo, a menos que se encontre em uma situação de vida ou morte, como uma vez em um dos cinegrafistas avisou Grylls sobre uma serpente que estava próxima dele (do cinegrafista).
Muitas vezes Grylls encontra obstáculos incríveis, mas todas as vezes os supera.
A série acentua os aspectos dramáticos da sobrevivência, graças ao empenho de Grylls em apresentar as técnicas necessárias sob circunstâncias radicais.
O programa tem muitos admiradores no Brasil.

## Polêmicas

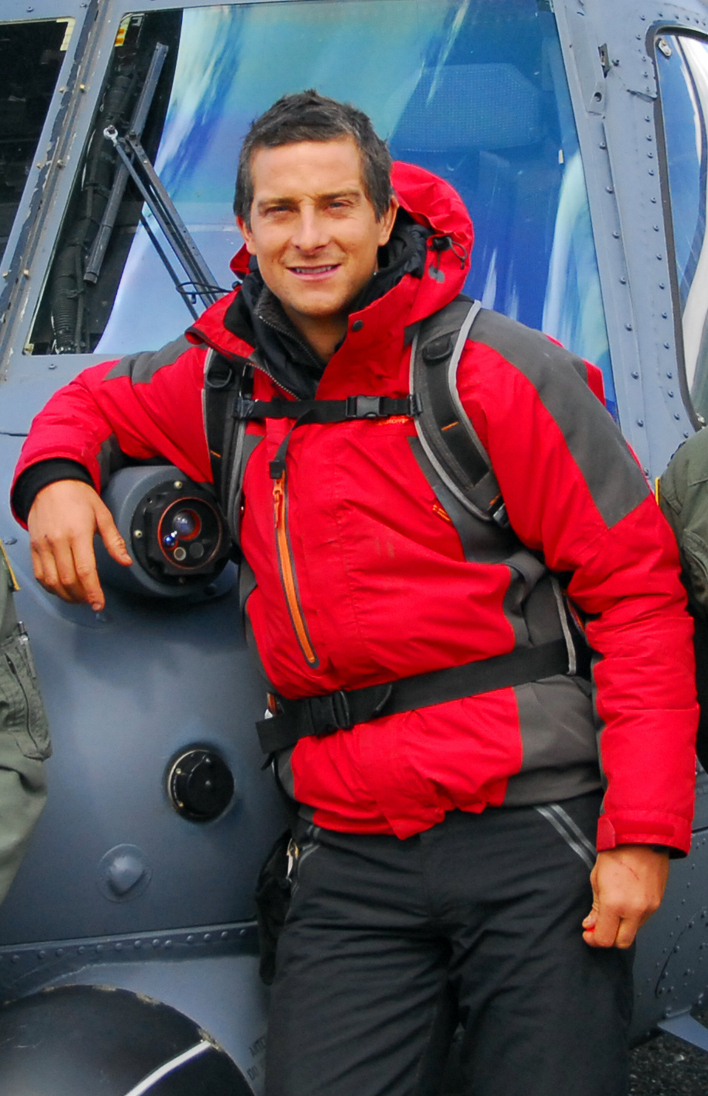
Bear Grylls, o apresentador do programa em 2009.

À Prova de Tudo tem sido criticado por inventar algumas das situações com que Grylls se depara. Em 2006 foi revelado que telespectadores do programa foram induzidos a acreditar que Grylls estava na selva desamparado, quando não estava. Por esse motivo, o Channel 4, que transmite a série no Reino Unido, chegou a suspender a sua exibição por algumas semanas. A questão da manipulação das cenas foi levantada por Mark Weinert, um consultor de sobrevivência americano. Ele disse ao jornal Sunday Times que Grylls passou noites em um hotel no Havaí, quando dizia estar preso em uma ilha deserta.
- Grylls foi mostrado tentando montar cavalos selvagens, mas foi provado que eram domados e tinham sido contratados de uma estação turística.[2][3]
- Uma cena em que Grylls se encontrava tentando escapar de um vulcão, pulando sobre a lava, fugindo dos gases de dióxido de enxofre, foi criada com efeitos especiais usando carvão e máquinas de fumaça.
- Em outro episódio, foi dada a impressão de que as filmagens estavam sendo feitas em uma pequena ilha do Pacífico Sul, mas o Channel 4 admitiu que foram feitas em uma península no Havaí, cenário de vários filmes de Hollywood.
- Varias outras ocasiões do programa mostraram Grylls construindo jangadas “em questão de horas com nenhuma ferramenta”, De acordo com um consultor do programa, a jangada havia sido pré-construida pela produção.
- No programa gravado nas selvas da Costa Rica, foi revelado que Grylls ficou em uma espécie de acampamento com a equipe, enquanto foi passada a impressão de que ele estava sozinho.

Estes incidentes foram confirmados pelo Channel 4, que argumentou que o programa não é um documentário, mas um guia que demonstra técnicas de sobrevivência, o que implicaria que cenas com situações criadas sejam aceitáveis neste contexto. Discovery Channel e Channel 4 re-editaram episódios, removendo elementos muito planejados e acrescentaram um anúncio, no início de cada programa, salientando que existem algumas situações criadas por Grylls para mostrar ao telespectador como sobreviver em situação semelhante.
Bear anunciou que viria ao Brasil gravar em 2012, isso caso não se confirmem noticias do canal Discovery, no mês de março, de que o contrato com Bear foi cancelado por motivos de problemas de projetos e produção entre as partes.

## Episódios
| # (série) | # (temp.) | Título                                                     | Dirigido por    | Exibição original      |
| --------- | --------- | ---------------------------------------------------------- | --------------- | ---------------------- |
| 1         | 1         | "As Montanhas Rochosas" "The Rockies"                      | Mike Warner     | 10 de março de 2006    |
| 2         | 2         | "Deserto de Moab" "Moab Desert"                            | Dominic Stobart | 10 de novembro de 2006 |
| 3         | 3         | "Floresta Tropical de Costa Rica" "Costa Rican Rainforest" | Chris Richards  | 17 de novembro de 2006 |

Estes são alguns episódios de À Prova de Tudo, estão divididos por continentes.

### América do Norte
Alaska (EUA), Montana (EUA), South Dakota (EUA), Deserto de Moab(Utah - EUA), Sierra Nevada (Nevada - EUA), Monte Kilauea (Hawaii - EUA), Texas (EUA), Alabama (EUA), Loisiana (EUA), Everglades (Florida - EUA).

### América Central
República Dominicana, Belize, Guatemala, Costa Rica, Panamá e ilha do Pacífico Sul (Panamá);

### América do Sul
Amazônia (Equador) Patagonia - 2 episódios (Argentina).

### África
Saara - 2 episódios (Marrocos), Quênia, Zâmbia, Deserto da Namíbia (Namíbia).

### Europa
Islândia, Irlanda, Escócia, Alpes (França), Sobrevivente Urbano (Rússia) e Transilvânia (Romênia)

### Ásia
Turquia, Ártico (Rússia), Sibéria (Rússia), Montanhas no Sul da China (China), Vietnã, Sumatra e Indonésia.
Oceano
Australiana